# (100814) 1998 FA125
(100814) 1998 FA125 es un asteroide perteneciente al cinturón de asteroides, región del sistema solar que se encuentra entre las órbitas de Marte y Júpiter, descubierto el 24 de marzo de 1998 por el equipo del Lincoln Near-Earth Asteroid Research desde el Laboratorio Lincoln, Socorro, Nuevo México, Estados Unidos.

## Designación y nombre
Designado provisionalmente como 1998 FA125. 

## Características orbitales
1998 FA125 está situado a una distancia media del Sol de 2,348 ua, pudiendo alejarse hasta 2,821 ua y acercarse hasta 1,875 ua. Su excentricidad es 0,201 y la inclinación orbital 4,069 grados. Emplea 1314,48 días en completar una órbita alrededor del Sol.

## Características físicas
La magnitud absoluta de 1998 FA125 es 16,5. 